# Fuirena
Fuirena är ett släkte av halvgräs. Fuirena ingår i familjen halvgräs.

## Bildgalleri

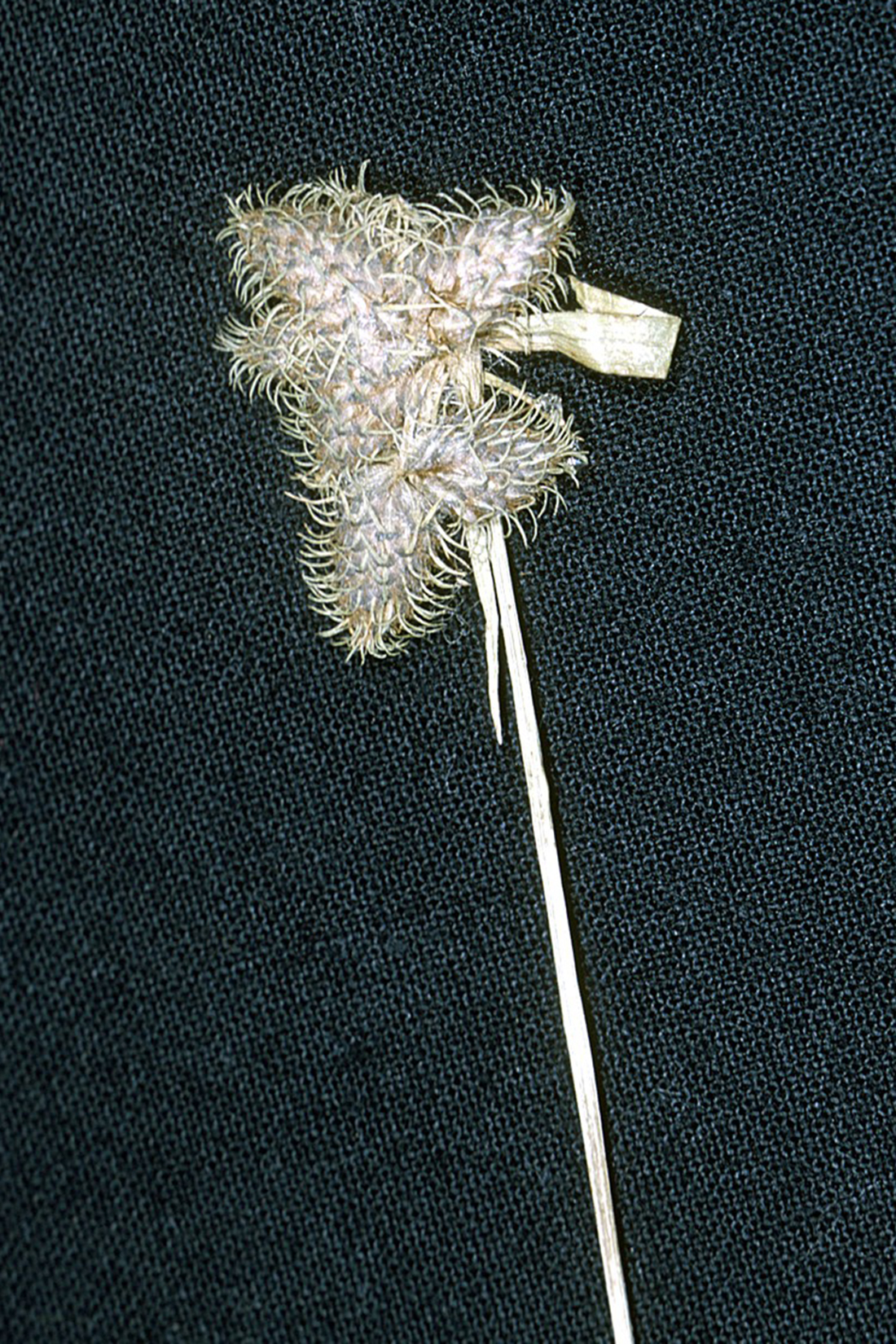
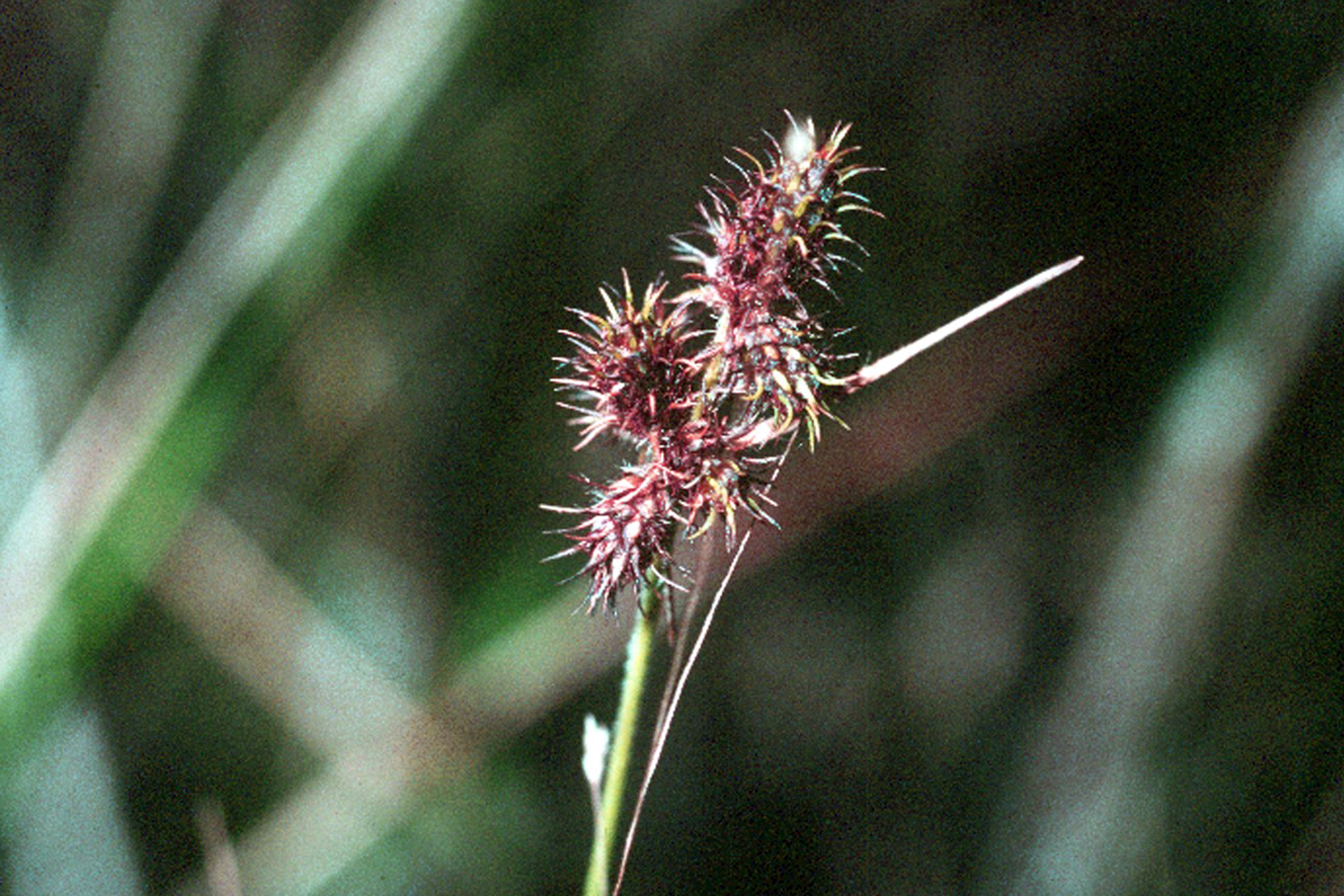

## Dottertaxa tillFuirena, i alfabetisk ordning[1]
- Fuirena abnormalis
- Fuirena angolensis
- Fuirena arenosa
- Fuirena bernieri
- Fuirena bidgoodiae
- Fuirena boreocoerulescens
- Fuirena breviseta
- Fuirena bullifera
- Fuirena bushii
- Fuirena camptotricha
- Fuirena ciliaris
- Fuirena claviseta
- Fuirena coerulescens
- Fuirena cuspidata
- Fuirena ecklonii
- Fuirena enodis
- Fuirena felicis
- Fuirena friesii
- Fuirena gracilis
- Fuirena hirsuta
- Fuirena incompleta
- Fuirena incrassata
- Fuirena lainzii
- Fuirena leptostachya
- Fuirena longa
- Fuirena microcarpa
- Fuirena moritziana
- Fuirena mutali
- Fuirena nudiflora
- Fuirena nyasensis
- Fuirena obcordata
- Fuirena ochreata
- Fuirena oedipus
- Fuirena pachyrrhiza
- Fuirena ponmudiensis
- Fuirena pubescens
- Fuirena pumila
- Fuirena quercina
- Fuirena repens
- Fuirena rhizomatifera
- Fuirena robusta
- Fuirena sagittata
- Fuirena scirpoidea
- Fuirena simplex
- Fuirena simpsonii
- Fuirena somaliensis
- Fuirena squarrosa
- Fuirena stephani
- Fuirena striatella
- Fuirena stricta
- Fuirena subdigitata
- Fuirena swamyi
- Fuirena tenuis
- Fuirena trilobites
- Fuirena tuwensis
- Fuirena umbellata
- Fuirena uncinata
- Fuirena welwitschii
- Fuirena zambesiaca